# Etta Place
Etta Place (née vers 1878, date de décès inconnue) est une complice des hors-la-loi américains Butch Cassidy (de son vrai nom Robert LeRoy Parker) et le Sundance Kid (Harry Alonzo Longabaugh), tous les deux membres du gang de hors la loi connue sous le nom de la Wild Bunch. Essentiellement la compagne de Longabaugh, on en sait peu sur elle ; son origine et son destin restent tous les deux entourés de mystère. Malgré la renommée de Longabaugh et Parker, au milieu du XXe siècle, c'est la mystérieuse disparition de Place qui a suscité le plus d'intérêt.
L'Agence de détectives Pinkerton la décrit ainsi en 1906 : « allure classique, 27 ou 28 ans, mesurant 5'4" à 5'5" (1,62 à 1,65 m), pesant entre 110 lb et 115 lb (entre 49  et   52 kg), avec une corpulence moyenne et les cheveux bruns. »

## Vie avec le Sundance Kid
Selon une note de service de l'Agence de détectives Pinkerton  datée du 29 juillet 1902, elle a été "indiquée ... être du Texas", et dans un autre document de Pinkerton daté de 1906, elle est décrite comme ayant "27 à 28 ans", en plaçant sa naissance autour de 1878. Cela est confirmé par un compte-rendu du personnel de l'hôpital de Denver, où elle a reçu un traitement en mai 1900, qui rapporte son âge : "22 ou 23 ans," plaçant également son année de naissance autour de 1878.
Même son véritable nom est un mystère; "Place" est le nom de jeune fille de la mère de Longabaugh (Annie Place) et elle est consignée dans diverses sources comme Mme Harry Longabaugh ou Mme Harry A. Place. Dans le seul cas où elle est connue pour avoir signé son nom, elle l'a fait en tant que "Mme Ethel Place". Les Pinkerton l'appelent "Ethel", "Ethal", "Eva" et "Rita", avant de trancher pour "Etta" pour leurs avis de recherche. Son nom est peut-être devenu "Etta" après avoir déménagé en Amérique du Sud, où les hispanophones ne pouvaient pas prononcer "Ethel".
En février 1901, Etta Place accompagne Longabaugh à New York, où ils achètent une montre de revers et une épingle chez les bijoutiers Tiffany, et posent pour le désormais célèbre portrait DeYoung dans un studio à Union Square sur Broadway. C'est l'une des deux seules images connues d'elle. Le 20 février 1901, elle embarque avec lui et Parker (qui se présente alors comme "James Ryan," son frère fictif) à bord du navire Britannique Herminius pour Buenos Aires, en Argentine.
Là, elle s'établit avec les deux hors-la-loi dans un ranch qu'ils ont acheté près de Cholila dans la Province de Chubut dans le centre-ouest de l'Argentine. Il comprend une cabane de quatre-pièce sur la rive est de la rivière Blanco. En vertu d'une nouvelle loi de 1884, ils ont bénéficié de 15 000 acres (61 km2) de terres adjacentes à développer, dont 2 500 appartiennent Place elle-même, qui a mérité d'être la première femme en Argentine à acquérir des terres en vertu de la nouvelle loi, la propriété de la terre ayant été précédemment l'apanage presque exclusif des hommes.
Le 3 mars 1902, elle et Longabaugh retournent à New York sur le SS Soldat Prince, probablement pour rendre visite à la famille et les amis aux États-Unis. Le 2 avril, ils sont enregistrés dans une maison de chambres de Mme Thompson à New York. Ils visitent le Coney Island et rendent visite à la famille de Longabaugh (originaire de Mont Clare, en Pennsylvanie, mais vivant alors à Atlantic City, New Jersey). Ils ont peut-être aussi voyagé au Dr Pierce's Invalid Hotel à Buffalo, New York, pour un traitement médical indéterminé. Ils vont ensuite à l'ouest, où de nouveau, ils recherchent un traitement médical, cette fois à Denver, Colorado. Ils retournent à Buenos Aires à partir de New York, le 10 juillet 1902, à bord du vapeur Honorius, se présentant comme des intendants. Le 9 août, elle est avec Longabaugh à l'Hôtel Europa de Buenos Aires, et le 15, elle embarque avec lui à bord du bateau à vapeur SS Chubut pour revenir à leur ranch.
Pendant l'été de 1904, elle fait une autre visite avec Longabaugh aux États-Unis, où l'Agence de détectives Pinkerton les suit à Fort Worth, au Texas, et à l'exposition universelle de Saint-Louis, mais échoue à les arrêter avant qu'ils retournent en Argentine. Au début de 1905, le trio vend le Cholila ranch, car une fois de plus, la loi commence à les rattraper. L'Agence Pinkerton avait pris connaissance de leur adresse précise pour quelques mois, mais la saison des pluies a empêché leur agent affecté, Frank Dimaio, d'y voyager et de faire une arrestation. Le gouverneur Julio Lezana émet un mandat d'arrêt, mais avant qu'il puisse être exécuté, le Shérif Edward Humphreys, un Gallois Argentin qui était ami avec Parker et amoureux de Place, les a prévenus. Le trio s'enfuit au nord à San Carlos de Bariloche, où ils traversent le Lac Nahuel Huapi sur le navire Condor jusqu'au Chili.
À la fin de cette année, cependant, ils sont de nouveau de retour en Argentine ; le 19 décembre 1904, Place prend part, avec Longabaugh, Parker, et un inconnu, au braquage de la Banco de la Nacion à Villa Mercedes, à 400 miles (640 km) à l'ouest de Buenos Aires. Poursuivis par des représentants de la loi armés, ils traversent la Pampa et la cordillère des Andes jusqu'au Chili.
Place a longtemps été fatiguée de la vie en cavale et profondément déploré la perte de leur ranch. À sa demande, le 30 juin 1906, Longabaugh l'accompagne de Valparaiso, au Chili, à San Francisco, en Californie, où elle reste apparemment alors qu'il est retourné définitivement en Amérique du Sud. Il n'y a aucune preuve que Longabaugh et Place se soient jamais revus par la suite.

## Mystères
Tous ceux qui ont rencontré Place ont affirmé que la première chose qu'ils ont remarquée à son sujet, c'était qu'elle était remarquablement jolie, avec un très beau sourire, et qu'elle était chaleureuse, raffinée et excellente tireuse avec un fusil. On dit qu'elle parlait d'une manière instruite, et elle a indiqué qu'elle était originaire de la Côte Est, même si elle n'a jamais révélé le lieu exact.
Des témoins oculaires ont indiqué, des années plus tard, qu'Etta Place était l'une des seules cinq femmes à avoir jamais été autorisées à entrer dans le repaire de la Wild Bunch à Robbers Roost dans le sud de l'Utah, les quatre autres ayant été la petite amie de Will Carver Josie Bassett, qui a également été en relation avec Parker pendant un temps ; la sœur de Josie et longtemps la copine de Parker Ann Bassett ; la petite amie d'Elzy Lay Maude Davis ; et la membre du gang Laura Bullion.
Elle est supposée avoir été une fois mariée à un instituteur, et au moins une personne a affirmé que Place, elle-même, a dit qu'elle était une enseignante qui a abandonné son mari et ses deux enfants pour être avec Longabaugh. L'allégation selon laquelle elle a rencontré le gang alors qu'elle travaillait comme prostituée est aussi largement crue ; certains prétendent que Place était à l'origine l'amoureuse de Parker et s'est mise en relation avec Longabaugh plus tard et qu'elle a rencontré les deux en travaillant dans un bordel comme prostituée. Ces deux affirmations sont possibles, car les membres de la Wild Bunch ont souvent alterné les maîtresses.
Il est possible qu'elle ait rencontré Parker et/ou Longabaugh dans le bordel de Madame Fannie Porter à San Antonio, qui était fréquenté par des membres du gang de la Wild Bunch. En fait, par l'intermédiaire de Madame de Porter, plusieurs membres de gangs ont rencontré des femmes qui ont plus tard voyagé avec eux, y compris Kid Curry et la prostituée Della Moore et Will Carver et Lillie Davis. La membre du gang Laura Bullion est censée avoir travaillé au bordel de temps en temps.

### Les théories sur son identité

#### Ethel Bishop
Il a été suggéré que le vrai nom de Place était Ethel Bishop, qui vivait dans un établissement similaire au coin de celui de Madame de Porter au 212 Concho Street. Sur le Recensement de 1900, la profession de Bishop a été inscrite comme professeur de musique au chômage. Elle avait alors 23 ans, née en Virginie de l'Ouest en septembre 1876. L'hypothèse Ethel Bishop combine parfaitement les histoires selon lesquelles elle était institutrice, ou qu'elle était une prostituée en une seule personne.

#### Ann Bassett
Une autre conjecture, c'est qu'elle a été une voleuse de bétail nommée Ann Bassett (1878-1956) qui connaissaient et opérait avec la Wild Bunch, au tournant du XXe siècle. Les deux Bassett et Place ont été, de jolies femmes, avec les mêmes traits de visage, corpulence et couleur de cheveux. Bassett est née en 1878, la même année que celle présumée de Place. Le docteur Thomas G. Kyle du Groupe de Recherche informatique au Laboratoire National de Los Alamos, qui a effectué de nombreuses comparaisons photographiques pour des agences de renseignement du gouvernement, a mené une série de tests sur des photographies de Etta Place et Ann Bassett. Tous les deux avaient la même cicatrice ou mèche rebelle au-dessus de leur front. Le docteur Kyle a conclu qu'il n'y avait pas de doute raisonnable qu'elles fussent la même personne. L'historien Doris Karren Burton a également enquêté sur la vie des femmes et a publié un livre en 1992, affirmant qu'elles étaient une seule et même personne.
Cependant, les chronologies de Bassett et Place ne sont pas alignées. Plusieurs documents démontrent que Bassett était dans le Wyoming pendant la majeure partie du temps où Place était en Amérique du Sud. Bassett a été arrêtée et brièvement incarcérée dans l'Utah pour vol de bétail en 1903, alors que Place était en Amérique du Sud avec Longabaugh et Parker. Bassett a également épousé son premier mari, dans l'Utah, cette année là et, par conséquent, ne peut pas avoir été en Amérique du Sud durant cette période.

#### Eunice Gray
Une théorie, autrefois populaire, soutient qu'elle était Eunice Gray, qui pendant de nombreuses années a exploité un bordel à Fort Worth, au Texas, et plus tard y a dirigé l'Hôtel Waco jusqu'à sa mort dans un incendie en janvier 1962. Gray a dit une fois à Delbert Willis du Fort Worth Press, "I've lived in Fort Worth since 1901. That is except for the time I had to high-tail it out of town. Went to South America for a few years ... until things settled down." (Je vis à Fort Worth depuis 1901. Sauf pendant la période où j'ai dû quitter la ville. Je suis allé en Amérique du Sud pour quelques années... jusqu'à ce que les choses se calment.). Willis a admis que Gray n'a jamais prétendu être Etta Place, il a simplement fait la connexion de sa propre initiative, compte tenu de la similarité de leur âge et de la période pendant laquelle Gray a dit qu'elle est allée en Amérique du Sud, qui coïncide avec celle de Place là-bas. Gray a été décrite comme une belle femme, et Willis a estimé que Place et Gray possédaient une ressemblance frappante l'une avec l'autre, mais il n'y a pas de photos connues de Gray de cette période, pour comparer avec une de Place. En 2007, une généalogiste amateur Donna Donnell trouve Eunice Gray sur une liste de passagers de 1911 en provenance du Panama. Suivant cette piste, elle a retrouvé la nièce de Gray, qui avait deux photos d'elle : l'une prise à l'obtention de son diplôme d'études secondaires vers 1896, et une autre prise dans les années 1920. En comparant ces photos celles de Place, les deux ont convenu qu'Eunice Gray n'était assurément pas Etta Place.

#### Madaline Wilson
Une autre théorie affirme que Place était en réalité Madaline Wilson, une jeune fille du bordel de Fannie Porter. Sleuther Tony Hays note que des cinq filles de la "pension" de Fannie, toutes sont nées dans ou autour de 1878-80. Une jeune fille de vingt-deux ans, Wilson, apparaît dans les dossiers de recensement de 1900 de Bexar County, Texas, immédiatement au-dessous du nom de Madame Porter. Comme Porter, Wilson a été répertoriée comme étant anglaise de naissance, ayant immigré aux États-Unis en 1884, à l'âge de six ans. Hays théorise que Wilson a changé son nom, et que son accent britannique, nuancé par seize ans en Amérique, pourrait être décrit comme “raffiné.” Toutes les traces de Wilson disparaissent après le recensement de 1900, après que Place et Longabaugh ont quitté la ville.

### Vie après Longabaugh
Il y a encore un débat important sur la fin de la relation de Place avec Longabaugh. Certaines des allégations indiquent que Place met fin à sa relation avec Longabaugh et retourne aux États-Unis avant la mort de celui-ci. D'autres indiquent que les deux sont restés amoureux, et qu'elle était simplement fatiguée de la vie en Amérique du Sud. En 1907, on sait qu'elle a vécu à San Francisco, mais après, la piste s'estompe.
Après la mort de Longabaugh, certaines théories estiment qu'elle retourne à New York, tandis que d'autres indiquent qu'elle retourne au Texas et commence une nouvelle vie. Un rapport de Pinkerton indique qu'une femme correspondant à la description de Place a été tuée dans une fusillade résultant d'une dispute conjugale avec un homme du nom de Mateo Gebhart, dans la province de Chubut, en Argentine, en mars 1922. Un autre rapport indique qu'elle s'est suicidée en 1924, en Argentine, tandis qu'un autre rapport indique qu'elle est morte de causes naturelles en 1966.
En 1909, une femme correspondant à la description de Place demande à Frank Aller (Vice-Consul américain à Antofagasta, Chili) de l'aide pour obtenir un certificat de décès pour Longabaugh. Aucun certificat n'a été émis et l'identité de la femme n'a jamais été déterminée.
Il y a eu diverses allégations supplémentaires sur sa vie après la mort de Longabaugh. Une des allégations est qu'elle est retournée à sa vie, comme maîtresse d'école, vivant le reste de sa vie à Denver, Colorado, tandis qu'une autre histoire raconte qu'elle a vécu le reste de sa vie à enseigner à Marion, Oregon. Il y a également diverses allégations selon lesquelles elle serait retournée à la prostitution, vivant le reste de sa vie au Texas, à New-York ou en Californie. Cependant, aucune de ces allégations n'a de preuve à l'appui.
L'auteur Richard Llewellyn affirme qu'en Argentine, il a trouvé des indications selon lesquelles Place s'est installée au Paraguay à la suite de la mort de Longabaugh, et qu'elle a épousé un homme riche. Il y a également des rumeurs qu'Etta Place était, en fait, Edith Mae, la femme du célèbre promoteur de boxe Tex Rickard, qui a pris sa retraite dans un ranch au Paraguay peu de temps après avoir organisé le fameux combat entre Jack Johnson et Jim Jeffries en 1910.
L'auteur et chercheur Larry Pointeur écrit en 1977, dans son livre In Search of Butch Cassidy (À la Recherche de Butch Cassidy), que l'identité et le destin de Place sont "l'une des plus fascinantes énigmes de l'histoire occidentale. Des indices n'apparaissent que pour se dissoudre dans l'ambiguïté".

## Chronologie généralement admise par les historiens
- 1899-1900: Place vit au Texas et est courtisée par Harry A. Longabaugh, alias le Sundance Kid. Certaines histoires prétendent que Place était une femme de ménage ou peut-être une prostituée dans le bordel de Fannie Porter pendant cette période.
- Décembre 1900: Place et Longabaugh se seraient marié, lui utilisant l'alias de Harry A. Place, peu de temps après, il est photographié dans la célèbre Fort Worth Five photo. Cependant, il n'y a pas de documents de mariage pour le prouver.
- Janvier 1901: Longabaugh et Place rendent visite à sa famille à Mont Clare, en Pennsylvanie.
- Février 1901: Longabaugh et Place visitent New York et les Bijoutiers de Tiffany.
- 20 février 1901: Longabaugh et Place embarquent sur le RMS Herminius pour Buenos Aires, en Argentine.
- 3 mars 1902: Longabaugh et Place embarquent sur le navire S.S. Soldier Prince d'Argentine à New York. Les détectives de Pinkerton trouvent la preuve que Place avait le mal du pays et voulait rendre visite à sa famille, mais ils n'ont pas pu identifier qui était sa famille.
- 2 avril 1902: Longabaugh et Place s'inscrivent au pensionnat de Mme Thompson à New York, et rendent visite à des membres de la famille de celui-ci à Atlantic City, New Jersey, puis visitent Coney Island.
- 10 juillet 1902: Place et Longabaugh se présentent comme intendants, et retournent en Argentine à bord du bateau à vapeur Honorius.
- 9 août 1902: Place les enregistre à l'Hôtel Europa à Buenos Aires.
- Début à la fin de 1903: l'ancienne amante de Parker, Ann Bassett, épouse un éleveur du nom d'Henry Bernard, et peu après est arrêté pour vol de bétail.
- Été 1904: Place et Longabaugh reviennent à nouveau à New York, pour rendre visite à la famille de Place. Une fois de plus les détectives de Pinkerton découvrent qu'elle a le mal du pays, mais ne peut pas découvrir l'identité de sa famille.
- 1er mai 1905: Place, Longabaugh et Parker décident de vendre leur ranch de Cholila en Argentine et de quitter l'Amérique du Sud pour éviter la loi là-bas. Longabaugh et Place partent à San Francisco, où elle reste, alors qu'il retourne en Amérique du Sud.
- 1907: Place vit seule à San Francisco, et il n'y a aucune preuve qu'elle a vu Longabaugh depuis son départ, deux ans auparavant.
- 31 juillet 1909: Une femme qui correspond à la description de Place tente d'obtenir un certificat de décès à la suite de la mort de Longabaugh en Bolivie afin qu'elle puisse régler sa succession. Elle disparaît de tous les documents historiques après cela. Avec Longabaugh mort, l'intérêt de Pinkerton dans sa localisation diminue, et sa trace s'évanouit.

## Représentations médiatiques
- Dans le film Butch Cassidy et le Kid, Etta Place est dépeint comme une institutrice. Le scénariste William Goldman doutait que Place fût une  prostituée. Il estimait qu'elle était trop attirante et dynamique pour avoir travaillé comme prostituée, une profession qui a tendance à vieillir les femmes prématurément et à éprouver leur santé[10]. Place a été incarnée par Katharine Ross, aux côtés de Paul Newman et Robert Redford dans les rôles titre.
- Elizabeth Montgomery a dépeint Etta Place dans un film télévisé fortement romancé sur sa vie en 1974, Mrs. Sundance[11].
- Katharine Ross a repris son rôle d'Etta Place, se joignant à Pancho Villa, dans un film télévisé fictif de 1976, Wanted: The Sundance Woman[12].
- Dans le film télévisé de 1994 The Gambler V: Playing For Keeps, elle est jouée par Mariska Hargitay.
- Dans le film télévisé de 2004 The Legend of Butch & Sundance, Rachelle Lefevre joue Etta Place.
- Etta Place a été dépeinte par Dominique McElligott dans le film de 2011 Blackthorn.
- Etta Place a été le personnage central d'Etta un roman de Gerald Kolpan publié en 2009 par Ballantine Books[13].